# Aguilhão
O aguilhão é um implemento agrícola tradicional, usado para esporear ou guiar o gado, geralmente bois, que puxam um arado ou uma carroça ; usado também para cercar o gado. É um tipo de vara longa com ponta pontiaguda, também conhecida como aguilhada de gado .

A palavra é do inglês médio gode, do inglês antigo gād .
No Édipo Rei de Sófocles, o pai de Édipo, Laio, tentou matar seu filho com um aguilhão quando eles se encontraram acidentalmente em uma encruzilhada.

## Significado religioso
Aguilhões em várias formas são usados como dispositivos iconográficos e podem ser vistos na 'aguilhada de elefante' ou ' ankusha ' (sânscrito) na mão de Ganesha, por exemplo.
De acordo com a passagem bíblica Juízes 3,31, Sangar, filho de Anate, matou seiscentos filisteus com uma aguilhada de boi.
Tischler e McHenry (2006: p. 251) ao discutir o relato bíblico de 'aguilhada' segurar:
Nos primeiros dias, antes de Israel ter suas próprias indústrias de metal, os agricultores tinham que confiar nos filisteus para afiar seus aguilhões, bem como outras ferramentas de metal, os arados e enxadas, garfos e machados (1 Sam. 13,20).<br>

 A imagem de cutucar a criatura relutante ou preguiçosa fez disso uma metáfora útil para a insistência aguda, como a pontada na consciência, a irritação de um companheiro ou as "palavras do sábio", que são "pregos firmemente cravados" nas mentes humanas. ( Eclesiastes 12,11-12).

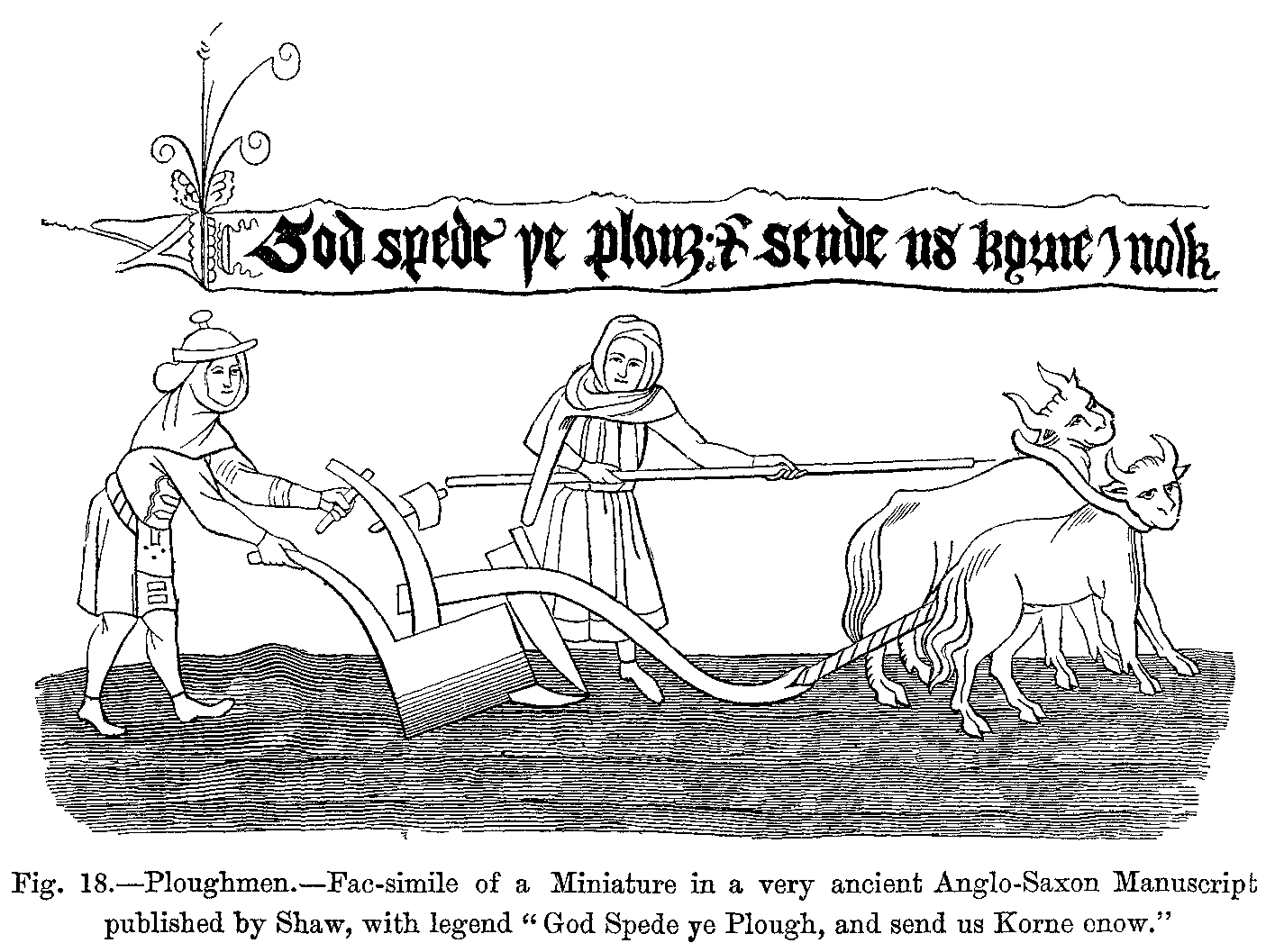
Arando com bois : uma miniatura de um manuscrito do início do século XVI, mantido no Museu Britânico. O lavrador à direita parece carregar um aguilhão. O boi da esquerda parece reagir a isso. Observe o pico ou aguilhada no final deste aguilhão.

São Paulo, contando a história de sua conversão diante do rei Agripa, contou de uma voz que ouviu dizendo: 'Saulo, Saulo, por que me persegues? É difícil para você chutar contra os aguilhões. Algumas versões do relato real de sua conversão no início dos Atos dos Apóstolos também usam a mesma frase.
No alfabeto latino, a letra L é derivada do cajado ou aguilhão semítico que representava /l/ . Isso pode ter sido originalmente baseado em um hieróglifo egípcio que foi adaptado pelos semitas para fins alfabéticos. Pollack (2004: p. 146), ao discutir 'Lamed, Caminho 22' o caminho de Gevurah a Tiferet, Justiça, no trabalho de caminho da Cabala esotérica, afirma:
Mudamos de lado agora e trazemos o poder de Gevurah para o centro. Lamed significa 'aguilhão' e, em particular, um aguilhão de boi, como se usássemos o poder de Gevurah para incitar aquele boi Aleph, a letra silenciosa, para uma existência física mais tangível no coração da árvore [da vida]. Lamed inicia as palavras hebraicas para "aprender" e "ensinar", e assim abrange a mais Cabalista das atividades, o estudo. A Cabalá nunca foi um caminho de pura sensação, mas sempre usou o estudo para nos incitar à consciência superior. Lamed, único do alfabeto hebraico, atinge a altura de todas as outras letras. Através do aprendizado, nos estendemos acima da consciência comum.